# Fislisbach
Fislisbach – gmina w Szwajcarii, w kantonie Argowia, w okręgu Baden. Liczba mieszkańców 31 grudnia 2014 roku wynosiła 5565.

## Bibliografia

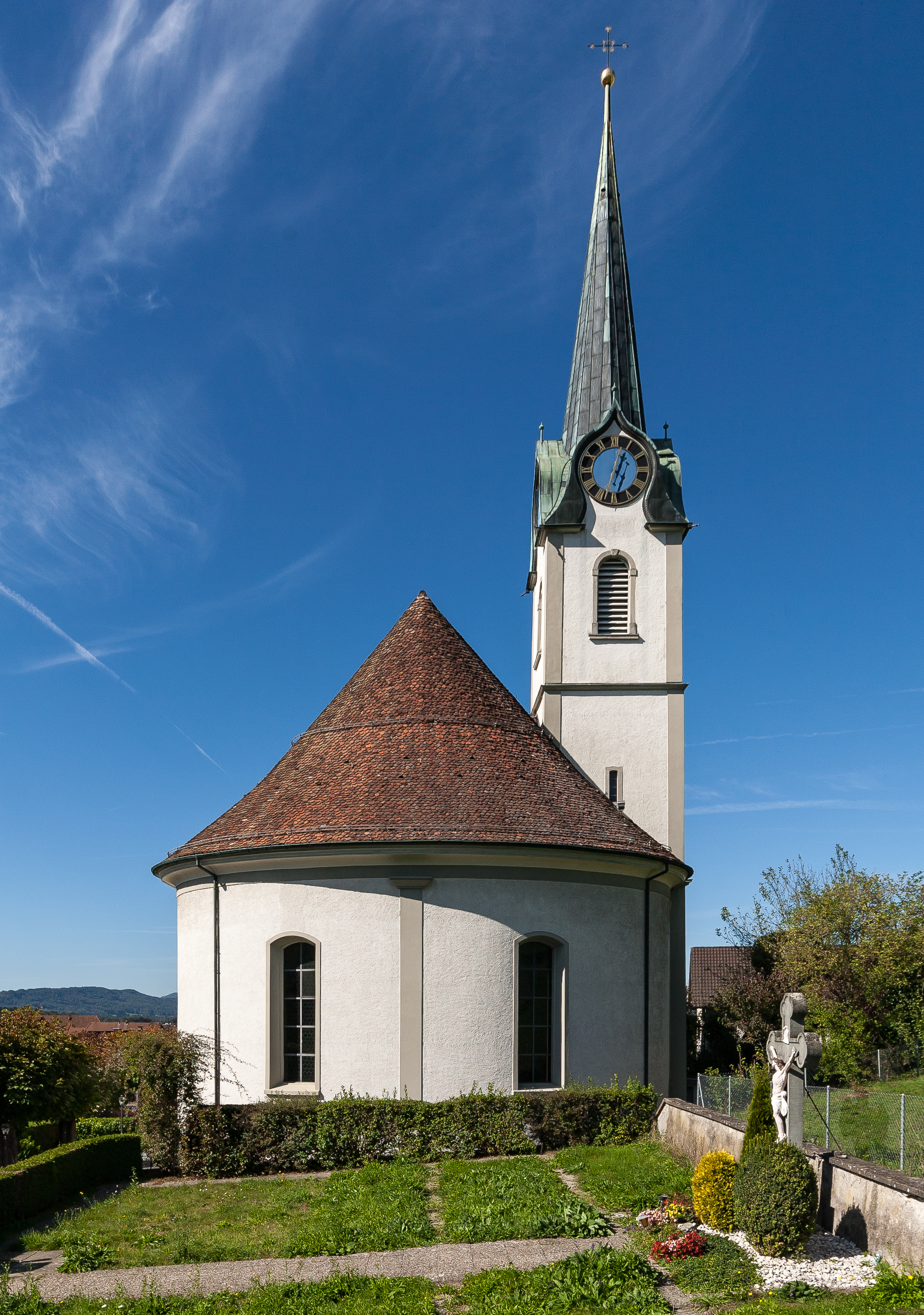
Kościół katolicki St. Agatha